# Schaenicoscelis concolor
Schaenicoscelis concolor är en spindelart som beskrevs av Simon 1898. Schaenicoscelis concolor ingår i släktet Schaenicoscelis och familjen lospindlar. Inga underarter finns listade i Catalogue of Life.